# Didušikov oksid
Didušikov oksid, znan tudi kot smejalni ali rajni plin ali dušikov oksidul ima kemijsko formulo N2O. V manjših dozah ima omamen učinek, v večjih pa deluje kot narkotik. Sestavljajo ga ioni N≡N+−O− in −N=N+=O. Uporablja se pri porodih.